# Margherita D'Amico
Margherita D'Amico (Roma, 11 dicembre 1967) è una scrittrice, giornalista e attivista italiana.

## Biografia

### Formazione e primi lavori
Scrittrice e giornalista attivamente impegnata per i diritti dei più deboli, in particolare degli animali, la salvaguardia dell'ambiente e una convivenza più giusta e sostenibile fra l'uomo e le altre specie.
Nasce in una famiglia che ha dato importanti contributi alla cultura italiana del Novecento: suo padre, Masolino D'Amico, anglista e scrittore, è figlio della sceneggiatrice Suso Cecchi D'Amico (figlia a sua volta del critico letterario Emilio Cecchi e della pittrice Leonetta Pieraccini), e del musicologo Fedele D'Amico (figlio del critico teatrale e fondatore dell'Accademia nazionale d'Arte drammatica Silvio D'Amico); sua madre, Benedetta Craveri, scrittrice e francesista, è figlia della scrittrice e ambientalista Elena Croce (primogenita del filosofo Benedetto Croce), e di Raimondo Craveri, saggista e, durante la seconda guerra mondiale, fondatore dell'Ori (Organizzazione della resistenza italiana), e nipote del drammaturgo Giuseppe Giacosa.
Dal 1989 al 2012 scrive per il Corriere della Sera e dal 2012 al 2023 collabora con La Repubblica. Si occupa di spettacoli, cultura, temi sociali, ma soprattutto è pioniera in campo giornalistico dei diritti animali e di temi ambientali.
Nel 1993 pubblica il suo primo romanzo, Rane, che parla di adolescenza, metamorfosi e nuoto.
Traduce per il teatro, scrive per la radio e il cinema, collaborando fra l'altro alla sceneggiatura di Panni sporchi per la regia di Mario Monicelli, seguono altri tre romanzi e numerosi racconti e romanzi brevi per ragazzi. Nel 1996 pubblica con la nonna Suso Cecchi D'Amico Storie di cinema (e d'altro), una lunga intervista informale che rimane l'unica autobiografia della grande sceneggiatrice. È del 1992 l'incontro sentimentale e professionale con Luca Zingaretti (che sposerà nel 1997) per il quale tradurrà quattro testi teatrali portati in scena (Prigionieri di guerra di R. Ackerley, Cannibal di R. Crowe e R. Zajdlic, Bodies di J. Saunders e Separazione di T. Kempinski).
Nel 2002, per Luca Zingaretti regista, è ideatrice del documentario Gulu - una guerra dimenticata, che viene realizzato dalla coppia per sostenere i progetti della ong AMREF nel distretto di Gulu, Uganda del Nord, colpito da una guerra civile che ha causato lo sfollamento di due milioni di persone in campi rifugiati interni, oltre a violenza, Aids, bambini soldato. Il documentario viene ospitato dalla Mostra del Cinema di Venezia 2002 e trasmesso da LA7.
Margherita e Luca ricevono il Premio dell'Archivio Disarmo Colombe d'Oro per la Pace e il Gonfalone d'Argento della Regione Toscana. Margherita pubblica presso Arnoldo Mondadori Editore il libro reportage, Gulu - una discesa agli inferi. Per Luca Zingaretti regista, nel 2004 gira con la nonna Suso Cecchi D'Amico il documentario Suso racconta. Dalla fine degli anni Novanta il suo impegno si concentra soprattutto sul terzo settore, e in modo particolare sulle battaglie per la difesa degli animali, degli alberi e dell'ambiente.
Nel 2007 pubblica da Mondadori La pelle dell'orso: noi e gli altri animali, sullo sfruttamento degli animali e la sopraffazione esercitata dall'uomo. Nel 2008 fonda una onlus, La Vita degli Altri, e nel 2010 crea un progetto, il Respiro.eu, un sito-network interattivo dedicato alla tutela del territorio, del verde e della biodiversità, attivo fino al marzo 2012.
Prima sul Corriere della Sera, poi su la Repubblica pubblica articoli, reportage, inchieste su temi sociali e soprattutto su tematiche legate alla salvaguardia di animali e ambiente: traffici di cani e gatti, vivisezione, caccia e armi, allevamenti intensivi, distruzione degli habitat, maltrattamenti e uccisioni subiti da ogni specie.
Nel 2016 esce Socrate 2896 (Bompiani) un racconto fIlosofico che muove dall'urgenza di rifondare il nostro rapporto con le altre specie in quanto unica via di salvezza per la stessa umanità. Nel 2017 pubblica Conosco i miei polli - gli animali ci definiscono (Gallucci) in cui cita e analizza l'indispensabile utilizzo degli animali e delle piante nel linguaggio quotidiano.
Nel Lazio, in Sabina, crea un piccolo santuario privato dove accoglie animali di diverse specie, molti dei quali scampati alla filiera alimentare.

### Vita privata
È stata sposata con l'attore Luca Zingaretti.
La coppia si è separata nel 2003 per poi divorziare nel 2008.

## Opere

### Romanzi
- Rane, Anabasi, poi Frassinelli, 1993
- Ritratto con mangusta, Frassinelli, 1996
- Il secondo di bordo, Edizioni Piemme, 1999
- L'aquila delle scimmie, Fazi Editore, 2002
- Trilogia dell'adolescenza,[1] Arnoldo Mondadori Editore, 2005
- Rane, cavalli e altri adolescenti,[2] Bompiani, 2014
- Sette di noi, Bompiani, 2014
- Socrate 2896, Bompiani, 2016

### Saggi e reportage
- Storie di Cinema (e d'altro), Garzanti, poi Bompiani, 2002
- Gulu - una discesa agli inferi, Arnoldo Mondadori Editore, 2004
- La pelle dell'orso, Arnoldo Mondadori Editore, 2007
- La pelle dell'orso - dalla parte degli animali (nuova edizione), Bompiani, 2012
- Gulu - quando Kony portò l'inferno - ebook, Bompiani, 2012
- Gulu - quando Kony portò l'inferno, Bompiani, 2013
- Conosco i miei polli - gli animali ci definiscono, Gallucci, 2017

### Romanzi e racconti per ragazzi
- Quinta corsa, Eelle, 1997
- Il mistero del gatto Fuoco, Arnoldo Mondadori Editore, 1999
- Il respiro rubato, Walt Disney, 2001
- La corsa delle stelle, Arnoldo Mondadori Editore, 2002
- Fra i baffi dei gatti, Arnoldo Mondadori Editore, 2003
- Tre navi e una tartaruga, Arnoldo Mondadori Editore, 2003
- Tre duchesse e un asino, Arnoldo Mondadori Editore, 2003
- Filo da torcere, Arnoldo Mondadori Editore, 2004
- Tre telefonate e un cane, Arnoldo Mondadori Editore, 2006
- Petali, Arnoldo Mondadori Editore, 2007

### Documentari e sceneggiature
- Panni sporchi, regia di Mario Monicelli, 1999
- Gulu, una guerra dimenticata, regia di Luca Zingaretti, 2002
- Suso racconta, regia di Luca Zingaretti, 2004